# Partit Republicà de Centre
El Partit Republicà de Centre (PRC) és el nom que adoptà el Partit Liberal a les illes Balears a partir del 19 de maig de 1931. La formació seguí essent controlada pel financer Joan March Ordinas
A les eleccions de l'abril del 1931 va ser el vencedor en la majoria de municipis i en els més importants (Palma, Manacor, Inca, Pollença). Després de la proclamació de la República quasi la totalitat de les majories que havia assolit foren denunciades per frau. Les eleccions municipals del juny arrabataren als republicans de centre la majoria de les batlies manco Marratxí, Capdepera, Sencelles i Consell.
Als comicis per elegir les corts constituents de la República (juny 1931) es presentaren en solitari amb els candidats March, Lluís Alemany Pujol i Pere Matutes Noguera. Només foren elegits March i Alemany. La seva tasca durant la legislatura va ser més aviat discreta només amb alguna intervenció en contra de l'estatut d'autonomia de Catalunya, per altra part March va ser triat membre del Tribunal de Garanties Constitucional.
A les eleccions de 1933 els republicans de centre s'intregraren dins la Coalició de Centre-Regionalista-Dreta aportant com a candidats March i Matutes que foren elegit com a diputats.
A les darreres eleccions de la República es tornà a integrar dins una candidatura de centredreta però amb els seus candidats com a independents. Aquests foren Matutes, Joan March Servera (fill de J. March Ordinas) i Jaume Suau Pons, els tres candidat sortiren elegits.
La vida d'aquest partit finalitzà amb l'aixecament del 19 de juliol de 1936.